# Brachynauphoeta hova
Brachynauphoeta hova är en kackerlacksart som först beskrevs av Henri Saussure och Leo Zehntner 1895.  Brachynauphoeta hova ingår i släktet Brachynauphoeta och familjen jättekackerlackor. Inga underarter finns listade.